# Parerastria castaneata
Parerastria castaneata là một loài bướm đêm trong họ Noctuidae.